# Double Étoile
Double Étoile (titre original : Double Star) est un roman de science-fiction de Robert A. Heinlein publié en 1956. Il en obtient la même année le Prix Hugo (son premier).

## Résumé
L'histoire est raconté à la première personne avec des flashbacks.
Lawrence Smythe, alias Lorenzo Smythe dit le « Grand Lorenzo » est un acteur et imitateur si imbu de son talent qu'il préfère mourir de faim plutôt qu'accepter un rôle sous payé. Sans emploi depuis un moment, il est au bout du rouleau quand un homme, Dak Broadbent, lui propose de réaliser une prestation d'imitation si parfaite que personne ne puisse le deviner un jour. Le but n'est pas d'imiter la personne mais de la remplacer lors d'une cérémonie.
C'est seulement lorsqu'il visionne les bandes devant lui permettre l'usurpation d'identité qu'il réalise à quel point il a été abusé : il devra prendre l'identité d'un des plus éminents hommes politiques du système solaire (dont les vues sont radicalement différentes des siennes), John Joseph Bonforte, chef de la coalition expansionniste, actuellement dans l'opposition, mais qui a une bonne chance de prendre le pouvoir lors de la prochaine élection générale.
L'acteur Lawrence Smythe doit remplacer cet homme politique lors de la cérémonie d'adoption par un clan martien influent. L'enjeu est important : son absence à cette cérémonie pourrait déclencher une guerre entre martiens et terriens.
La cérémonie a été longuement préparée par M. Bonforte en vue de l'intégration des aliens dans la démocratie humaine.
Le parti de l'Humanité, qui préférerait l'extermination ou la conquête des aliens, a enlevé M. Bonforte pour contrecarrer ses projets d'intégration.
La personnalité de Smythe évolue au cours de l'histoire. Bonforte est un homme politique très charismatique qui inspire une profonde fidélité de la part de ses collaborateurs. Cherchant à l'imiter au mieux, non seulement Smythe copie son apparence, mais il s'imprègne également de sa personnalité, au point d'adopter les opinions politiques de celui-ci.
La cérémonie d'adoption est une réussite. À la fin de celle-ci, le parti de l'Humanité, n'ayant pas atteint ses fins, libère Bonforte. Mais la santé de ce dernier est très altérée par les drogues qui lui ont été injectées. Ce état de fait oblige Smythe à continuer sa prestation, au-delà du contrat initial, lors de la campagne électorale qui suit.
Avant de lancer la campagne électorale, Bonforte doit se présenter devant l'empereur. C'est la seule fois où la supercherie sera découverte, Smythe ne sachant rien des relations qu'entretiennent les deux hommes. Par chance, l'empereur, qui connaît déjà l'artiste Lorenzo, comprend la nécessité de la supercherie et du silence.
Au moment de la victoire, Bonforte meurt des séquelles de son enlèvement. Smythe est devant un dilemme : soit Bonforte est déclaré mort et lui redevient Lorenzo, mais cela revient à laisser gagner ceux qui ont contribué à sa mort, soit il accepte de continuer à incarner Bonforte, mais c'est un rôle à vie et Lorenzo disparaît.
La conclusion se passe 25 ans plus tard. Bonforte se souvient de celui qui s'appelait Smythe et qui a été retrouvé sans vie dans une chambre d'hôtel. Il s'en souvient à peine, ayant dû l'oublier pour vivre pleinement le rôle de Bonforte. Peu savent la vérité : son ancienne secrétaire devenue sa femme, son ami Dak Broadbent et ceux qui ont causé la mort de Bonforte.

## Système politique
Le Grand Lorenzo arrivera à incarner Bonforte tel qu'il est et non tel que son staff politique voudrait qu'il soit. Le grand homme est quelqu'un de fort en gueule qui ne mâche pas ses mots et qui ne se laisse pas marcher sur les pieds.
Autre fait saillant, le système politique est une monarchie constitutionnelle avec un empereur issu de l'aristocratie européenne qui dispose d'un pouvoir limité. La capitale se trouve sur la Lune. Robert A. Heinlein voulait montrer un système politique qui n'est pas américano-centré afin que le lecteur soit amené à réfléchir et aussi pour créer un contrepoint exotique à l'étrangeté des Martiens.
Dans ce livre, Robert A. Heinlein a puisé dans son expérience politique des années 1930 où il tenta de s'impliquer en Californie dans un parti de gauche[réf. nécessaire].

## Autres œuvres sur le même thème
- 1993 Président d'un jour (film)

## Éditions françaises
- Hachette/Gallimard, coll. Le Rayon fantastique, 1958 ;
- J'ai lu, coll. Science-Fiction no 589, 1975 ; réédition en 1986  (ISBN 2-277-11589-4) et 1997 ;
- Gallimard, coll. Folio SF no 294, 2007  (ISBN 978-2-07-032794-2).